# Lucena (Paraíba)
Lucena é um município brasileiro situado na Região Metropolitana de João Pessoa, no estado da Paraíba. Sua população em 2019 foi estimada pelo IBGE (Instituto Brasileiro de Geografia e Estatística) em 13 080 habitantes, distribuídos em 89,204 km² de área.
No município fica um dos importantes patrimônios históricos do estado: a Igreja da Guia.

## História
A história da cidade começa com a chegada dos portugueses, os quais, por volta de 1596, passavam em Lucena em direção à Baía da Traição. Nessa época, eles ainda tinham receio de ocupar grandes faixas das terras paraibanas, construir residências e arriscar-se na administração de uma propriedade, muito disso em virtude das tribos locais, ainda em estado silvícola. Entretanto, o Governo da então Capitania da Paraíba, liderado pelo capitão-mor Feliciano Coelho de Carvalho, concedeu nessa época sesmarias na bacia do Rio Miriri aos frades beneditinos. A partir dessa ação tudo começou.
A região foi elevada à categoria de município em 22 de dezembro de 1961, desmembrado-se de Santa Rita. Seu topônimo originou-se do nome de um antigo morador, cuja ocupação era transportar passageiros entre as duas margens do Rio Paraíba.

## Distrito
- Costinha